# Findelkind

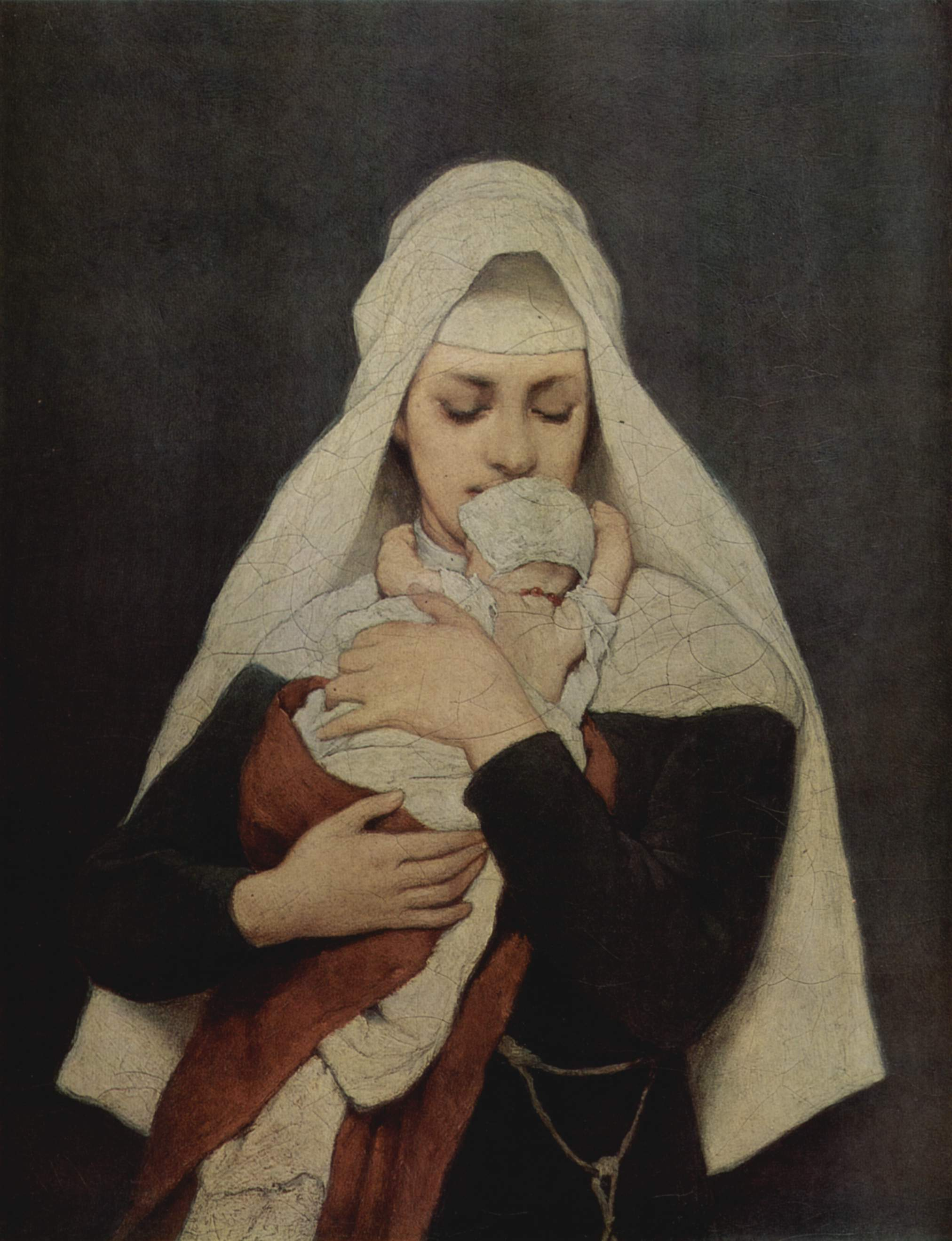
Findelkind, Gemälde von Gabriel von Max

Findelkind (Neutrum; teilweise auch Fundkind oder Findling, mittelhochdeutsch vundelinc für ausgesetztes, gefundenes Kind) ist eine Bezeichnung für ein aufgefundenes, in der Regel namenloses Kind, das zuvor von den unbekannten Eltern (meistens der Mutter) häufig kurz nach der Geburt aktiv ausgesetzt oder abgegeben wurde. Diese Kinder im Säuglingsalter wurden oft in der Hoffnung zurückgelassen, dass sie jemand findet und aufnimmt. Seit dem Zeitalter der Aufklärung werden auch die Kinder als Findelkinder bezeichnet, die von ihren Eltern in einer Anstalt (Findelhaus) abgegeben werden.
Gründe, die zum Aussetzen oder Abgeben von Kindern führen können, sind u. a. wirtschaftliche Not der Eltern, Missbildungen und körperliche Gebrechen des Kindes sowie kulturelle Aspekte wie Illegitimität, Opferung oder Darbietung an Götter.

## Geschichte

### Altertum
Die Kindesaussetzung nach der Geburt spiegelt sich in vielen Epochen und Kulturen der Menschheit wider. Ein Hinweis zum Thema findet sich, neben mythologischen Überlieferungen, u. a. bereits im Alten Testament im Buche Ezechiel (Ez. 16,4,5).

„Kein Auge ruhte erbarmend auf dir, um etwas von alledem zu tun und Mitleid zu üben, du wurdest vielmehr am Tage deiner Geburt aufs freie Feld hinausgeworfen, weil man dich verabscheute. […]“

### Antike

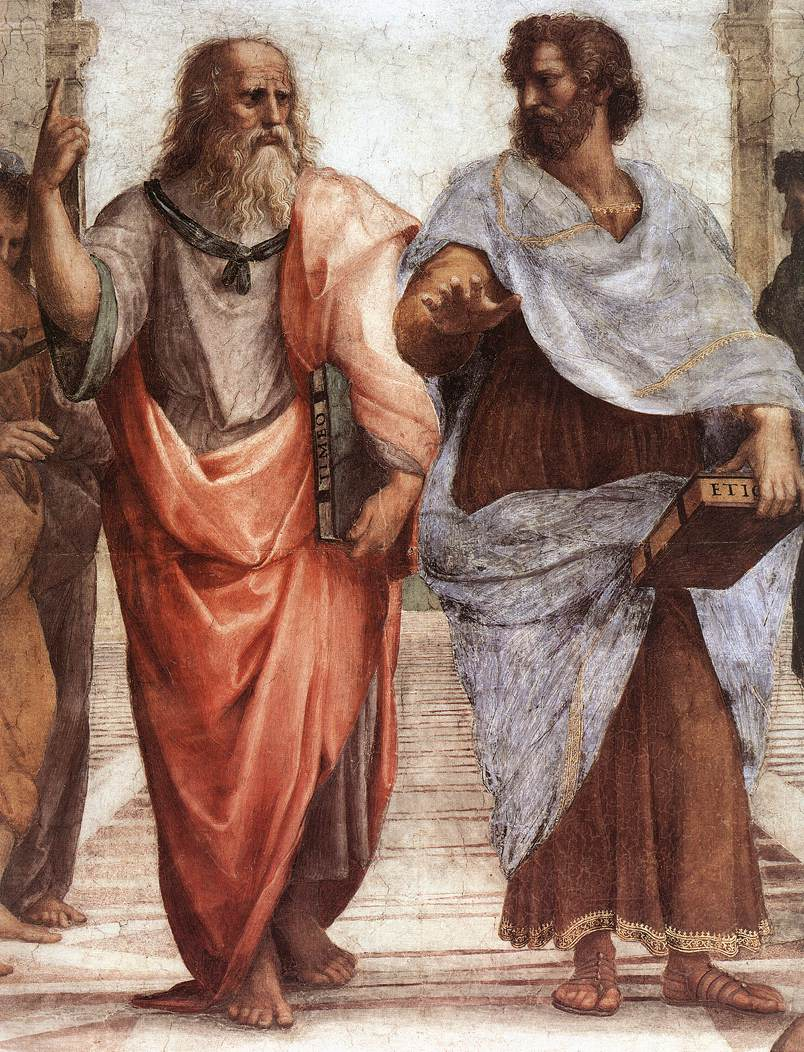
Platon (links) und Aristoteles, Detailansicht aus Die Schule von Athen – Vatikan

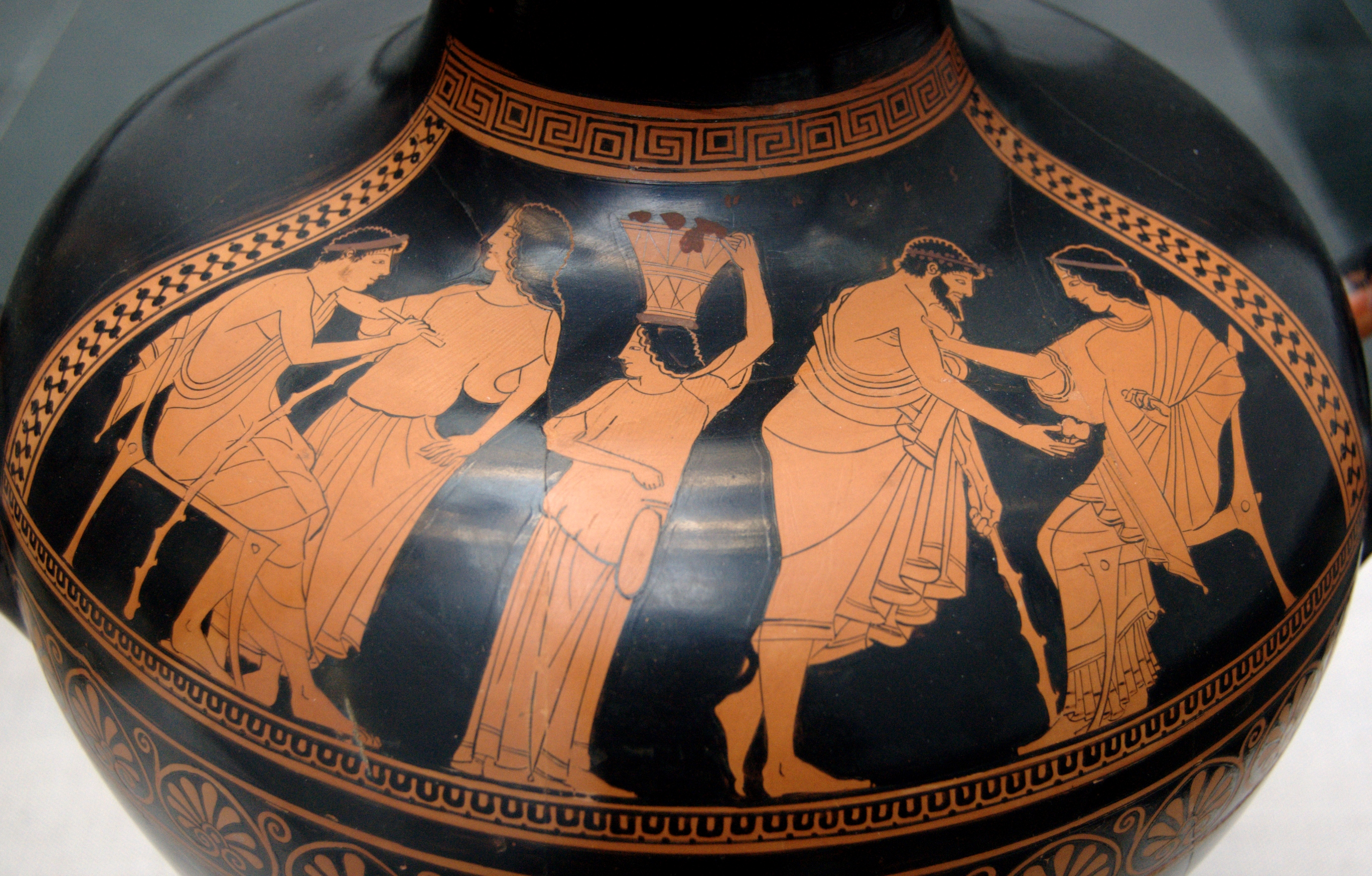
Hetären – Staatliche Antikensammlungen

Platon in seiner Politeia und Aristoteles in seiner Schrift Politiká vertraten den Standpunkt, dass Kinder mit Behinderung und Kinder der untersten Schichten zumindest aus der Sichtweite geschafft werden sollten, um eine Form der „Auslese“ zu treffen. Darüber hinaus vertrat Platon die Auffassung, dass ein Elternpaar nicht mehr Kinder in die Welt setzen sollte, als es sich leisten kann. In Sparta war es Brauch und gesetzlich geregelt, die Kinder von den Ältesten der Gemeinde begutachten zulassen und die mit „Mängeln“ geborenen in einer Felsspalte am Fuße des Taygetos in der Nähe des heutigen Sparta auszusetzen oder sie hineinzustürzen. Bei Zustimmung der Ältesten blieb das Kind am Leben.  In Athen war es in der Solonischen Verfassung geregelt, dass es in der alleinigen Verantwortung des Vaters lag, ob er seine Kinder aufziehen oder töten würde. Diese Entscheidung fiel u. a. auch auf dem Amphidromienfest. Wurde das Neugeborene vom Vater um den Herd herumgetragen, verblieb es in der Familie und erhielt einen Namen. Ein Recht des Vaters auf Aussetzung ist nicht bekannt. Aussetzung oder Tötung der Kinder waren im Alltag eng miteinander verbunden. Beides waren häufige Motive in der Griechischen Dichtung des 5. Jahrhunderts v. Chr., dem ganze Tragödien wie z. B. Ion von Euripides gewidmet wurden. In einem Ausnahmefall in Gortyn auf Kreta ist belegt, dass der Mutter bei der Ehescheidung das Recht auf Kindesaussetzung zugesprochen wurde. Allgemein lässt sich sagen, dass im Antiken Griechenland die männlichen Nachkommen als weitaus wichtiger galten als die weiblichen.
Die Kindesaussetzung war auch in der Römischen Königszeit ein Mittel der Familienplanung. Cicero, Livius oder Seneca tolerierten die Kindesaussetzung als etwas Übliches. Im antiken Rom war es Brauch, das Kind nach seiner Geburt sofort auf dem Boden abzulegen. Wenn der Vater es aufhob, akzeptierte er es als sein Eigen. Tat er es nicht, wurde das Kind ausgesetzt und jeder konnte es mitnehmen. Ungewollte Säuglinge wurden unmittelbar nach ihrer Geburt u. a. auf Tempelstufen, Kreuzungen oder auf Marktplätzen ausgesetzt. Hoffnung der Eltern war es, dass der Säugling von jemandem mitgenommen und aufgezogen wird. Oft waren die Säuglinge jedoch zur Sklaverei oder zur späteren Arbeit in einem Bordell verdammt. Nicht selten zogen Prostituierte (Hetären) auch Findelkinder auf, um sie später für sich arbeiten zu lassen und somit ein gesichertes Auskommen im Alter zu haben. Weitere Anlässe für die Aussetzung von Säuglingen waren u. a. Eheprobleme, wirtschaftliche und soziale Notlagen oder die außereheliche Geburt. In erster Linie waren Mädchen Opfer von Kindesaussetzungen. Gründe dafür waren ökonomischer Art wie der Unterhalt bis zur Heirat und die spätere Mitgift.
Den Rechtsstatus der Findelkinder, so sie nicht tot aufgefunden wurden und (wie Galen berichtete) zu anatomischen Studien seziert wurden, regelten im römischen Reich gesetzliche Bestimmungen wie die Sententiae Syriacae. Dem Hausvater oblag es zu entscheiden, ob ein Kind leben durfte oder nicht. Dies wurde durch die patria potestas (väterliche Gewalt) im römischen Recht geregelt. Diese Rechtsstellung bezog sich auch auf alle anderen Mitglieder des Haushaltes (Ehefrau, Kinder, Sklaven und andere erwachsene Angehörige). Der Hausvater hatte somit auch das Recht, u. a. die Nachkommen seines volljährigen Sohnes zu töten, auszusetzen oder zu verkaufen. Seit 529 v. Chr. erhielten Findelkinder die Stellung eines Freigeborenen und ab 374 v. Chr. wurde die Aussetzung ein Kapitalverbrechen.
Tertullian und Laktanz übten an der Aussetzung Kritik. Im Jahr 380 n. Chr. wurde das Christentum in Rom und in seinen Provinzen zur Staatsreligion. Es bekämpfte die Aussetzung. Das Kind war nicht mehr nur dem Hausvater unterworfen, sondern auch dem „göttlichen Vater“. Es war ein Geschöpf Gottes. Darüber hinaus galt es als ein Gebot der Gottes- und Nächstenliebe, ein wehrloses Leben zu schützen.
Auf der Synode von Vaison (442 n. Chr.) wurde unter Berufung auf ein Edikt der Kaiser Flavius Honorius und Theodosius II. beschlossen, das Auffinden von Kindern öffentlich in der Kirche zu verkünden. Wurde das Kind innerhalb der folgenden zehn Tage nicht zurückverlangt, sollte es der Finder gegen Entgelt großziehen und als sein Eigentum betrachten. Die neuen Eltern wurden von der Kirche überwacht. Findelkinder standen fortan durch die weitergehende Gesetzgebung des Kaisers Justinian, den Codex Iustinianus, unter seinem und dem Schutz des Praeses oder der Bischöfe. Die Aussetzung wurde schließlich verboten und mit Strafe, wie Blendung oder Hinrichtung, geahndet.

### Mittelalter

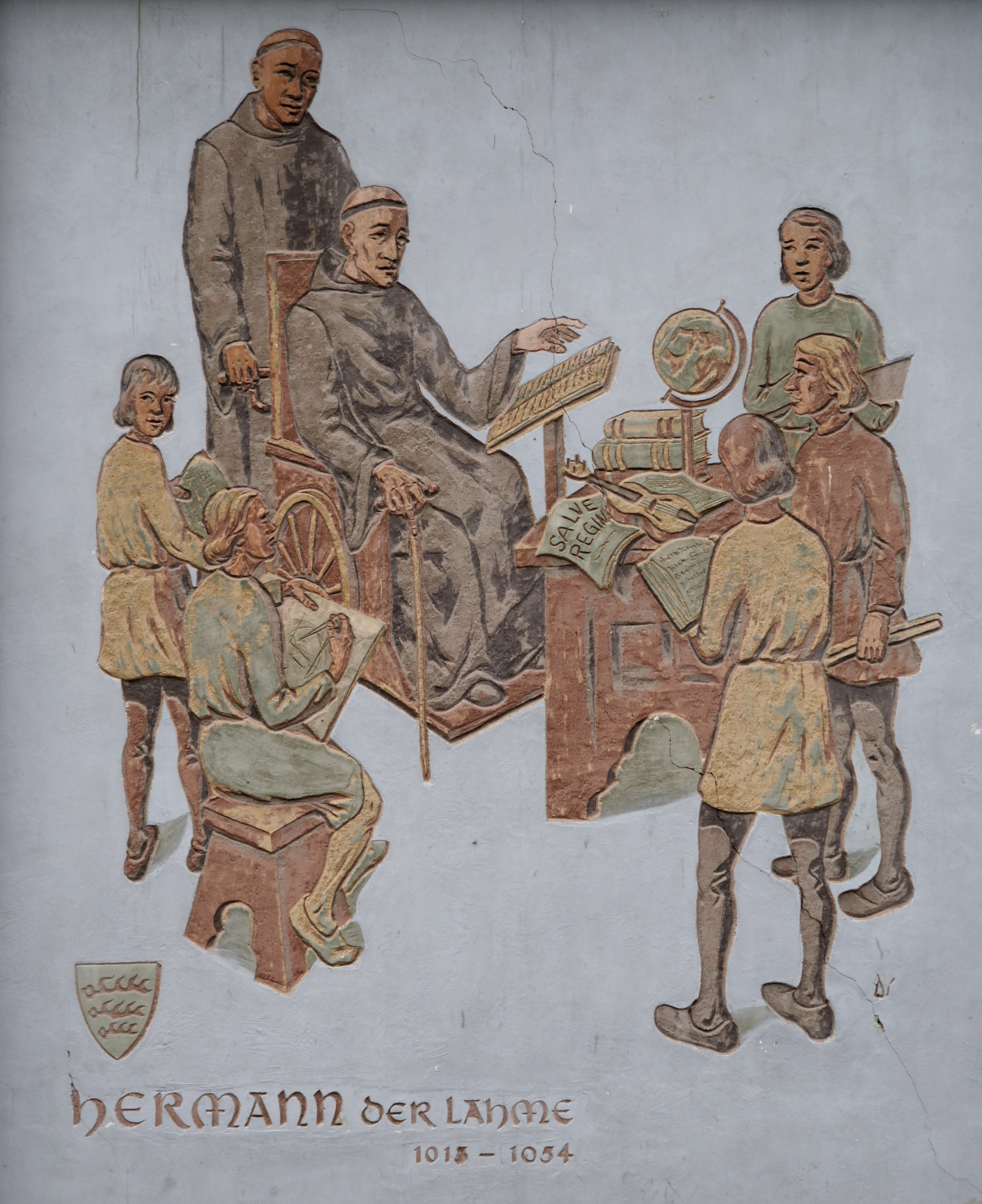
Hermann von Reichenau

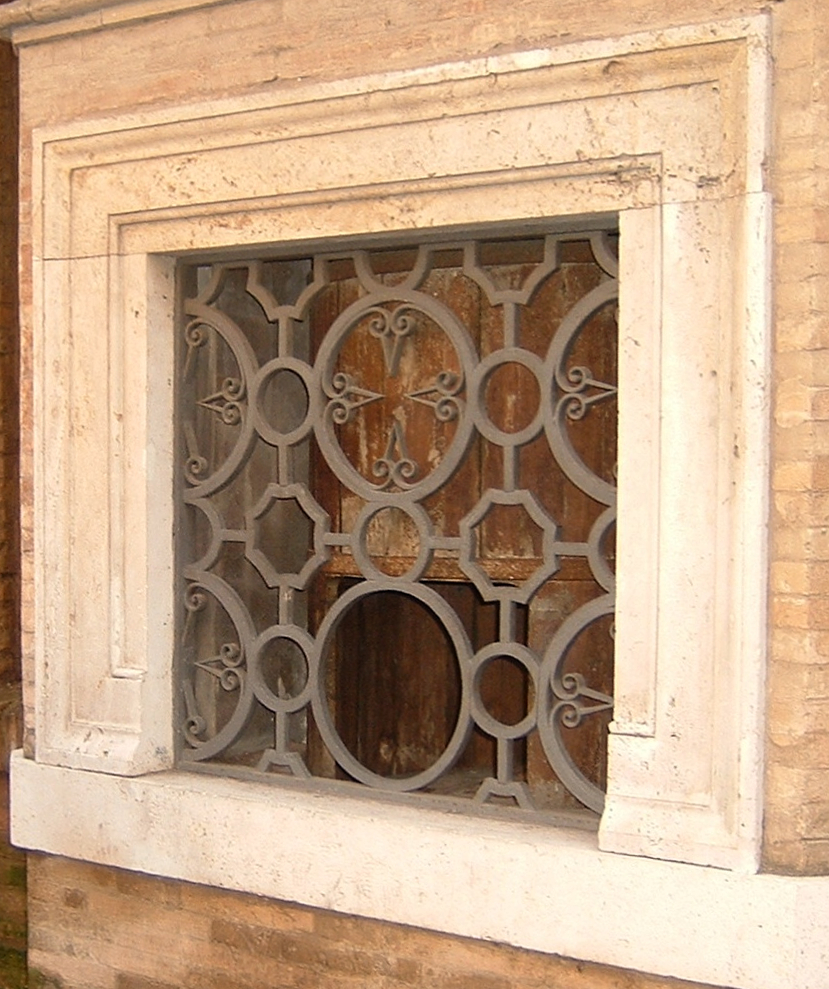
Historische Drehlade (Ruota degli innocenti) in Santo Spirito in Sassia in Rom

Die Einführung und Verbreitung des Christentums führte in Europa über viele Jahrhunderte dennoch zu keiner einheitlichen Entwicklung im Findelwesen und im Umgang mit ausgesetzten Kindern. Die Aussetzung war weiterhin ein verbreitetes Mittel, um sich unerwünschten Nachwuchses zu entledigen. Im Frühmittelalter wurde in den größeren Städten des Frankenreiches (Arles, Mâcon oder Trier) an den Kirchen Marmorbecken angebracht. Hier konnten die unerwünschten Kinder abgelegt werden. Diese Praxis beschrieb auch der Heilige Goar in seiner Lebensbeschreibung De vita et miraculis sancti Goaris. Die jeweiligen Küster der Kirche oder Bedürftige der Gemeinde, sogenannte Matrikularier, nahmen das Kind auf und suchten nach einer Aufnahme für das ausgesetzte Kind. Erfolgte die Annahme des Kindes durch Pflegeeltern, musste dies durch Kirche, i. d. R. durch den Bischof, bestätigt werden. Durch diese Bestätigung wurde das Kind Eigentum der neuen Eltern und stand darüber hinaus unter dem Schutz der Kirche. In Italien war wiederum der Verkauf von an Kirchen ausgesetzten Kindern durch den Finder im 6. Jahrhundert nicht unüblich. Einige Kinder, die nicht vermittelt werden konnten, wurden in den neu entstandenen Klöstern aufgenommen und erzogen. Mitunter wurden Kinder, die die Eltern nicht versorgen wollten oder konnten, wie Hildegard von Bingen direkt durch Oblation in ein Kloster gegeben. Ulrich von Zell notierte dazu:

„Wenn diese (die Eltern) ihr Haus voll Kinder haben und eines davon lahm oder verstümmelt ist, schwerhörig oder blind,  höckerig oder aussetzig oder sonst mit einem Gebrechen behaftet, sodass es für die Welt weniger brauchbar ist, das opfern sie mit  einem großen Gelübde Gott, damit es Mönch werde, obwohl sie es doch nicht wegen Gott, sondern bloß deswegen tun, um sich von der  Last der Erziehung und Ernährung zu befreien, und damit für die andern Kinder besser gesorgt sei.“

 Betroffen waren oft uneheliche oder missgebildete Kinder sowie Kinder aus ärmeren Bevölkerungsschichten, darunter überwiegend Mädchen. Beim Auffinden von Findelkindern trugen diese häufig ein Säckchen Salz um den Hals als Zeichen dafür, dass sie noch nicht getauft waren. Wusste man nicht, ob der Findling getauft war, wurde die Taufe bedingt wiederholt. Dabei sprach der Priester die Formel: „Wenn du schon getauft bist, taufe ich dich nicht.“
Trotz Androhung hoher Strafen stieg die Zahl der Kindesaussetzung im Laufe des Mittelalters, insbesondere in Italien, und wurde zu einem großen sozialen Problem. In Frankreich war es die Pflicht der Landesherren, sich um ausgesetzte Kinder (épave onéreuse) zu kümmern. Dieser Pflicht sind sie, wenn überhaupt, nur in sehr geringem Umfang nachgekommen. Die Verantwortung dafür wurde oft den örtlichen Gemeinden überlassen. In den Städten wie Marseille, Douai oder Lyon fanden Menschen, die krank, schwach oder mittellos waren, Aufnahme und Versorgung in den Maisons de Dieu (Häuser Gottes).

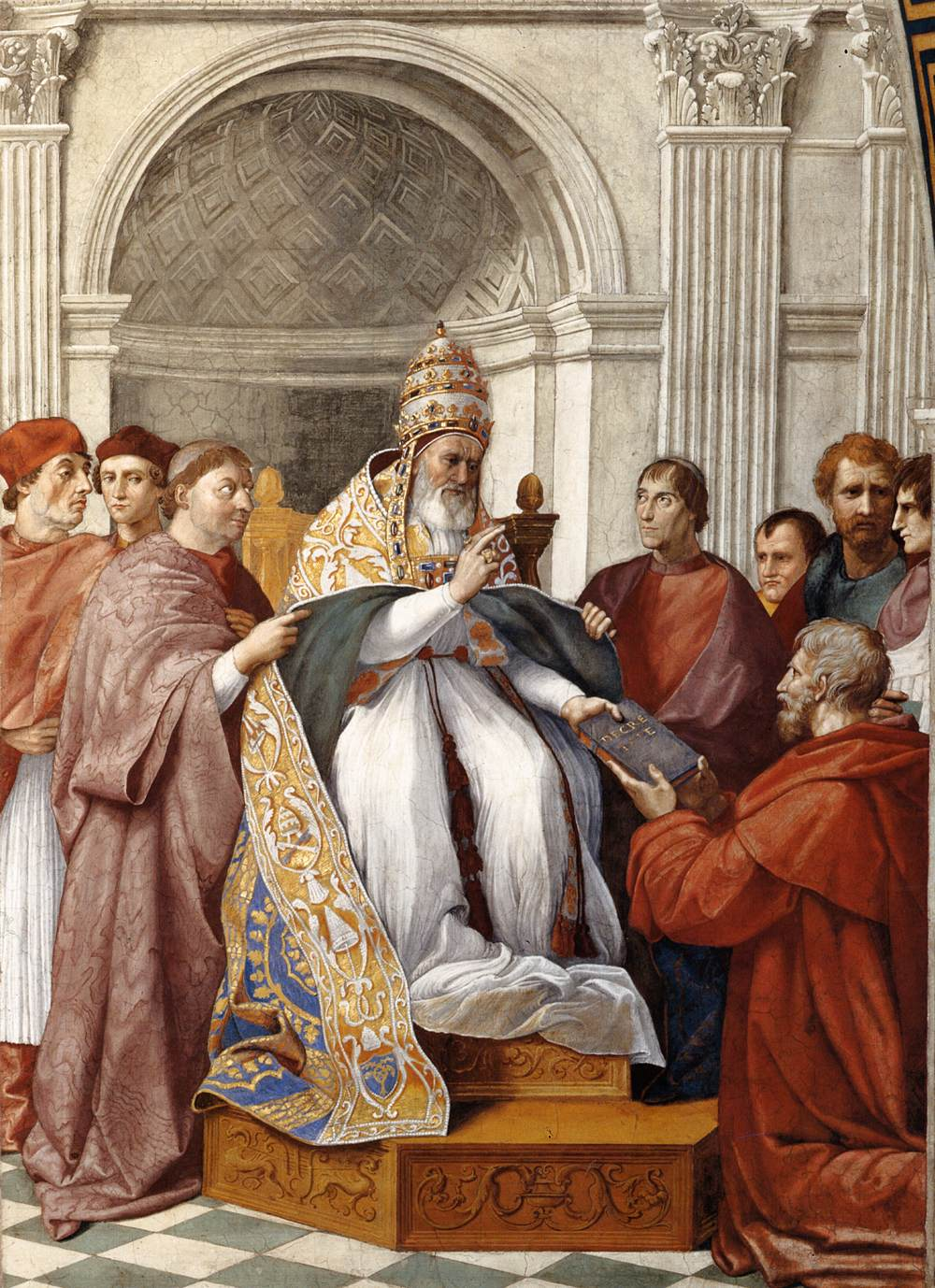
Papst Gregor IX.

Die erste Anstalt für Findelkinder soll im 6. Jahrhundert in Trier bestanden haben. Das erste Findelhaus wurde im Jahre 787 vom Bischof Dateus in Mailand gegründet. Die Kinder wurden von Ammen 15–18 Monate lang versorgt und konnten bis zum siebten Lebensjahr in der Einrichtung bleiben. Danach sollten sie ein Handwerk erlernen. Einige wurden als Diener vermietet. Mädchen wurden mit etwa 12 Jahren verheiratet. In der Folgezeit fanden Findelhäuser in Europa zunächst in den romanischen Ländern Verbreitung.
Vor der Einführung des Christentums hatten in Island und Norwegen die Väter oder bei unehelich geborenen Kindern auch der Bruder der Mutter das Recht, das neugeborene Kind auszusetzen. Die Einführung der christlichen Religion durch das Althing im Jahre 1000 war in Island an die Bedingung geknüpft, weiterhin Kinder aussetzen zu dürfen. Das Verbot der Kindesaussetzung hat sich in Norwegen erst allmählich durchgesetzt. Unter König Olav wurde im Gulathingslov die Aussetzung noch mit einer Geldstrafe belegt. Ab der Regentschaft von König Magnus verlor der Vater, wenn das Kind bei der Aussetzung ums Leben kam, Vermögen sowie Frieden und die Tat wurde als Großer Mord geächtet.
Im Hochmittelalter war das Aussetzen von Kindern in Europa rückläufig. Anteil daran könnte auch der gewachsene Wohlstand in dieser Zeit haben. Es gab weniger Hungersnöte und Kriege. Es kam vermehrt zu Gründungen von Städten sowie dem Aufblühen von Handel und Handwerk mit seinen Zünften. So gab es auch für die Nachkommen der unteren Schichten größere Entwicklungsmöglichkeiten, u. a. als Handwerker oder Hausdiener angestellt zu werden. Ein Leben als Mönch erschien vielen Eltern für ihren Nachwuchs attraktiv. Durch die hohe Anzahl der abgegebenen Kinder waren die Klöster in dieser Zeit jedoch überfordert. Papst Gregor IX. erließ ein Dekret, dass Mädchen nicht vor dem Erreichen des 12. Lebensjahres und Jungen nicht vor dem 14. Lebensjahr in einen Orden aufgenommen werden durften. Innozenz IV. bestätigte das Dekret und forderte zusätzlich eine Erneuerung des Ordensgelübdes im Alter von 15 Jahren. Eine Antwort auf diese Situation waren die Gründungen von Findelanstalten in weiteren Städten des Spätmittelalters.
Ende des 12. Jahrhunderts gründete Guy de Montpellier in Frankreich den Orden Hospitaliter vom Heiligen Geist (Ordre du Saint-Esprit). Sein Spital in Montpellier diente zur Aufnahme von verlassenen Kindern, Armen und Kranken. Die Spitalbruderschaft erhielt 1198 die Päpstliche Approbation von Papst Innozenz III. Im gleichen Jahr beauftragte er Guy de Montpellier mit der Gründung, Leitung und Weiterentwicklung eines Spitals in Rom und verfügte dort die Anbringung von Drehladen (torna ruota) an der Pforte. Diese Babyklappen ermöglichten die anonyme Ablage der Findelkinder. Über eine Glocke konnten die Eltern das Pflegepersonal über die Aussetzung informieren. Durch die Drehlade wurde die Aussetzung auf eine gewisse Art und Weise wieder legitimiert. Die Kirche versuchte durch die christliche Sittlichkeit darauf einzuwirken. Uneheliche Mütter, die man bezichtigte, ihre Kinder auszusetzen oder gar zu töten, versteckten auf diese Art die „Schande“ ihrer Mutterschaft. Die Kinder wiederum waren erst einmal vor Hunger, Kältetod oder Kindsmord gerettet. Häufig wurden die Kinder hinter verschlossenen Türen aufgezogen und verschwanden so aus dem Blickfeld der Gesellschaft. Die Verbreitung des Familiennamens Esposito (Italienisch für Ausgesetzt) im Süden Italiens bezeugt noch heute den hohen Anteil solcher Kinder an der Bevölkerung. In den Folgejahren wurden viele Findelhäuser wie das Santo Spirito in Sassia nach dem Vorbild des Heilig-Geist Ordens in Italien und Spanien gegründet.
Im Heiligen Römischen Reich war bis zum Hochmittelalter neben der bestehenden Ehe auch das Konkubinat weit verbreitet. Illegitime Kinder waren den ehelichen Kindern zunächst gleichgestellt. Nur den Stand des Vaters konnten sie nicht erben. Mit der Einführung der strengen Monogamie durch den kirchlichen Einfluss verschlechterte sich die Stellung des unehelichen Kindes im beginnenden Spätmittelalter. Häufig waren es unverheiratete Dienstmägde, die ihre Neugeborenen aussetzten. Die Väter ihrer Kinder waren oft ihre Arbeitgeber, die die Abhängigkeit der Mägde (in den Mittelmeerländern der Haussklavinnen) ausnutzten. Die unehelich geborenen Kinder waren in ihrer gesamten Rechtsstellung, weltlich und kirchlich, eingeschränkt. Bis ins 13. Jahrhundert war es üblich, dass Hospitäler, wie z. B. das Katharinenhospital in Esslingen, Findelkinder aufnahmen. Eine räumliche Trennung von Findelkindern und anderen Insassen erfolgte nicht. Erst ab dem 14. Jahrhundert wurden in den deutschen Städten (1337 in Ulm, 1341 in Köln, 1359 in Nürnberg, 1376 in Freiburg, 1395 in Straßburg, 1395 in Augsburg) Findelhäuser gegründet. Ein Grund dafür mag die Ausbreitung der Pest und die damit einhergehende wirtschaftliche Not und gesundheitliche Lage der Menschen, insbesondere der unteren Schichten, gewesen sein. Diese Einrichtungen hatten jedoch keine Drehladen und waren meistens auf Stiftungen wohlhabender Bürger zurückzuführen. In der Stadt Straßburg wurden zu dieser Zeit ca. 6–20 Kinder pro Jahr ausgesetzt. Die Strafen für die Aussetzung von Kindern waren z. B. in den Städten Straßburg und Basel das Ertränken, in Nürnberg die Verbannung oder in Luzern eine Geldbuße.
Auch in den anderen Ländern Europas stieg die Zahl der Findelhäuser in den Städten, z. B. in Venedig (1383) oder Paris (1362), sprunghaft an. Ein Beispiel eines Waisenhauses, in dem Waisen- und Findelkinder aufgenommen wurden, ist das Ospedale degli esposti für Jungen, das 1340 in Venedig von dem Franziskaner Pietro d’Assisi gegründet wurde. 1346 folgte das auf Initiative von weiblichen Angehörigen des venezianischen Patriziats gegründete Ospedale della Pietà für Mädchen. Die Kinder wurden dort in verschiedenen Berufen ausgebildet, die Jungen vor allem als Handwerker für das Arsenal oder als Matrosen, die Mädchen als Seidenwäscherinnen oder Musikerinnen, die sich durch ihre Arbeit eine Mitgift ansparen konnten.

### Neuzeit bis 17. Jahrhundert
In der Schweiz existierten vor dem 16. Jahrhundert keine spezialisierten Heime für Findelkinder. Die Aussetzung oder Abgabe von Kindern scheint kein verbreitetes Problem gewesen zu sein. Gründe dafür könnten u. a. die rigorose Verfolgung der Kindesaussetzung, der geringe Anteil unehelicher Kinder oder die wenigen Städte in dieser Zeit gewesen sein. In einer späteren Analyse von Texten aus dem 14. bis 15. Jahrhundert fanden sich 11 Fälle von Kindesaussetzung in den Westalpen, alle aus der Diözese Aosta. In der Stadt Genf wurden ausgesetzte Kinder von der Boîte de Toutes-Ames, einer städtischen Wohltätigkeitsorganisation, aufgenommen. 1523 waren ca. 40 Kinder, davon drei Findelkinder, in ihrer Obhut. Nach der Reformation wurden familiengelöste Kinder häufig im Hôpital général untergebracht. Es wurden ca. zehn Kinder pro Jahr, davon mehrheitlich Waisen und uneheliche Kinder, versorgt. In der Stadt Bern wurden ab 1685 durch die Ammkinder Rodel  all die Kinder registriert, die von der Stadt in Ammenpflege gegeben wurden. Einige von ihnen waren Findelkinder. In Luzern wurden während des ganzen 18. Jahrhunderts 12 Findelkinder dokumentiert. Ausnahmen bildeten das Tessin und Genf. Hier glichen die Verhältnisse denen in Italien und Frankreich. Die unehelichen Kinder aus dem Tessin wurden in die Spitäler von Como, Mailand oder Novara gebracht. In Genf nahm das Hôpital général zwischen 1745 und 1785 690 Kinder auf, darunter waren 458 Findelkinder, wovon die Hälfte weniger als eine Woche alt war.
Ab 1700 entstanden europaweit viele Armen- und Waisenhäuser, in denen Waisen und Findelkinder aufgenommen wurden und Unterstützung fanden. Teilweise kümmerten sich auch reiche Kaufleute und Handelsherren um die Kinder, indem sie wohltätige Stiftungen unterhielten.

### 18.–21. Jahrhundert
Während der französischen Herrschaft stieg in Genf die Zahl der Findelkinder stark an. Von 1799 bis 1813 wurden 559 Kinder registriert. In den Folgejahren sanken die Zahlen. Von 1814 bis 1823 waren es noch 96 Kinder und später verharrten sie auf noch niedrigerem Niveau zwischen 25 und 19 Kindern.
Der Code civil regelt in den Paragraphen 345–388 die Rechtsstellung von Minderjährigen und Fragen der Adoption von Findel- bzw. Pflegekindern. In der Folge orientierte sich die Rechtsetzung in einigen europäischen Ländern an den Formulierungen durch Napoleon.
Die Möglichkeit zu einer anonymen Geburt und Kindsabgabe wurde erstmals 1999 von der Schwangerenberatung Donum Vitae im bayerischen Amberg angeboten. Seit dem Jahr 2000 gibt es in Deutschland moderne Babyklappen. Während die anonyme Geburt nur geduldet wird, ist die vertrauliche Geburt in Deutschland seit dem 1. Mai 2014 gesetzlich geregelt. Mit Art. 7 des Gesetzes zum Ausbau der Hilfen für Schwangere und zur Regelung der vertraulichen Geburt vom 28. August 2013 wurde das Schwangerschaftskonfliktgesetz entsprechend geändert.

## Rechtliche Bewertung
Das Verlassen von Neugeborenen berührt zahlreiche Rechtsfragen aus dem Strafrecht (Personenstandsfälschung, Verletzung der Fürsorge- oder Erziehungspflicht, Aussetzung, Körperverletzungs- und Tötungsdelikte), dem Personenstands-, Staatsangehörigkeits-, Abstammungs- und Sorgerecht sowie dem Verfassungsrecht.

### Deutschland
Ein Findelkind, das im Inland aufgefunden wird, gilt bis zum Beweis des Gegenteils als Kind eines Deutschen (§ 4 Abs. 2 Staatsangehörigkeitsgesetz). In einem Entwurf von 1938 zur Änderung des Gesetzes über den Widerruf von Einbürgerungen und die Aberkennung der deutschen Staatsangehörigkeit war vorgesehen, dass Findelkinder als staatenlos gelten sollten, „bis eine Prüfung ihrer rassischen Einordnung möglich ist“. Durch den Beginn des Zweiten Weltkriegs wurde die Umsetzung des Entwurfes verhindert.
Findelkinder sind vom Finder spätestens am folgenden Tag der Gemeindebehörde (in der Regel über das Jugendamt) anzuzeigen (§ 24 Personenstandsgesetz (PStG)). Dort wird dann der Eintrag ins Standesregister, die Bestimmung des Geburtstages und des Namens verfügt.
Aus rechtlicher Sicht ist ein Findelkind ein Kind, dessen Familienstand nicht zu ermitteln ist und das daher einen Vormund benötigt (§ 1773 Absatz 1 Nr. 3 Bürgerliches Gesetzbuch (BGB)). Die Vormundschaft regelt sich nach §§ 1773 ff BGB, ähnlich den Bestimmungen für Waisenkinder. Der Vormund, in der Praxis meist das Jugendamt als Amtsvormund (§ 1774 i. V. m. § 1779BGB), hat das Recht, dem Kinde einen Namen zu geben und unter anderem die Pflicht, die Eltern zu ermitteln.
Bei erfolgloser Suche erfolgt in der Regel schnell eine Adoption des Kindes. Selbst wenn Elternteile gefunden werden, ist eine Adoption wegen der Aussetzung des Kindes (siehe § 221 Strafgesetzbuch (StGB) sowie Verletzung der Erziehungs- und Fürsorgepflicht gemäß § 171 StGB) auch gegen den Willen der Eltern möglich (Ersetzung der elterlichen Einwilligung durch das Familiengericht gemäß § 1748 BGB).

### Schweiz
Nach Artikel 3 Bürgerrechtsgesetz (BüG) erhält auch ein in der Schweiz gefundenes Kind mit unbekannter Abstammung (Findelkind) das Schweizer Bürgerrecht. Dieses geht allerdings wieder verloren, falls während der Unmündigkeit eine Staatsangehörigkeit durch die Abstammung festgestellt wird und das Kind dadurch nicht staatenlos wird.

### Niederlande
Durch gesetzlichen Automatismus ist ein Findelkind Niederländer, wenn es auf dem Staatsgebiet des Königreichs oder auf einem Seeschiff oder in einem Luftfahrzeug, das im Bereich des Königreichs zugelassen ist, aufgefunden wird. Einen Ausnahmefall stellt dabei das Geburtsortsprinzip dar, wenn innerhalb von fünf Jahren nach dem Fund festgestellt wird, dass das Kind durch Geburt eine andere Staatsangehörigkeit besitzt.

### Großbritannien
Seit 1964 gelten in Großbritannien gefundene Findelkinder als Briten ab Geburt.

### Marokko
In Marokko erhalten Findelkinder nach dem Staatsangehörigkeitsgesetz von 1958 automatisch die Marokkanische Staatsangehörigkeit, sofern sie fünf Jahre im Rahmen einer Kafala-„Adoption“ in Pflege bei Marokkanern waren.

### Vereinigte Arabische Emirate
In dem Staatsbürgerschaftsgesetz von 1972 wird geregelt, dass bei Findelkindern unbekannter Herkunft davon ausgegangen wird, dass sie ab Geburt Staatsangehörige der VAE sind.

### Japan
In Japan ist im Staatsangehörigkeitsgesetz von 1950 geregelt, dass jedes Findelkind, solange die Eltern unbekannt sind, die Japanische Staatsangehörigkeit durch Geburt erwirbt.

## Gesundheitliche Folgen

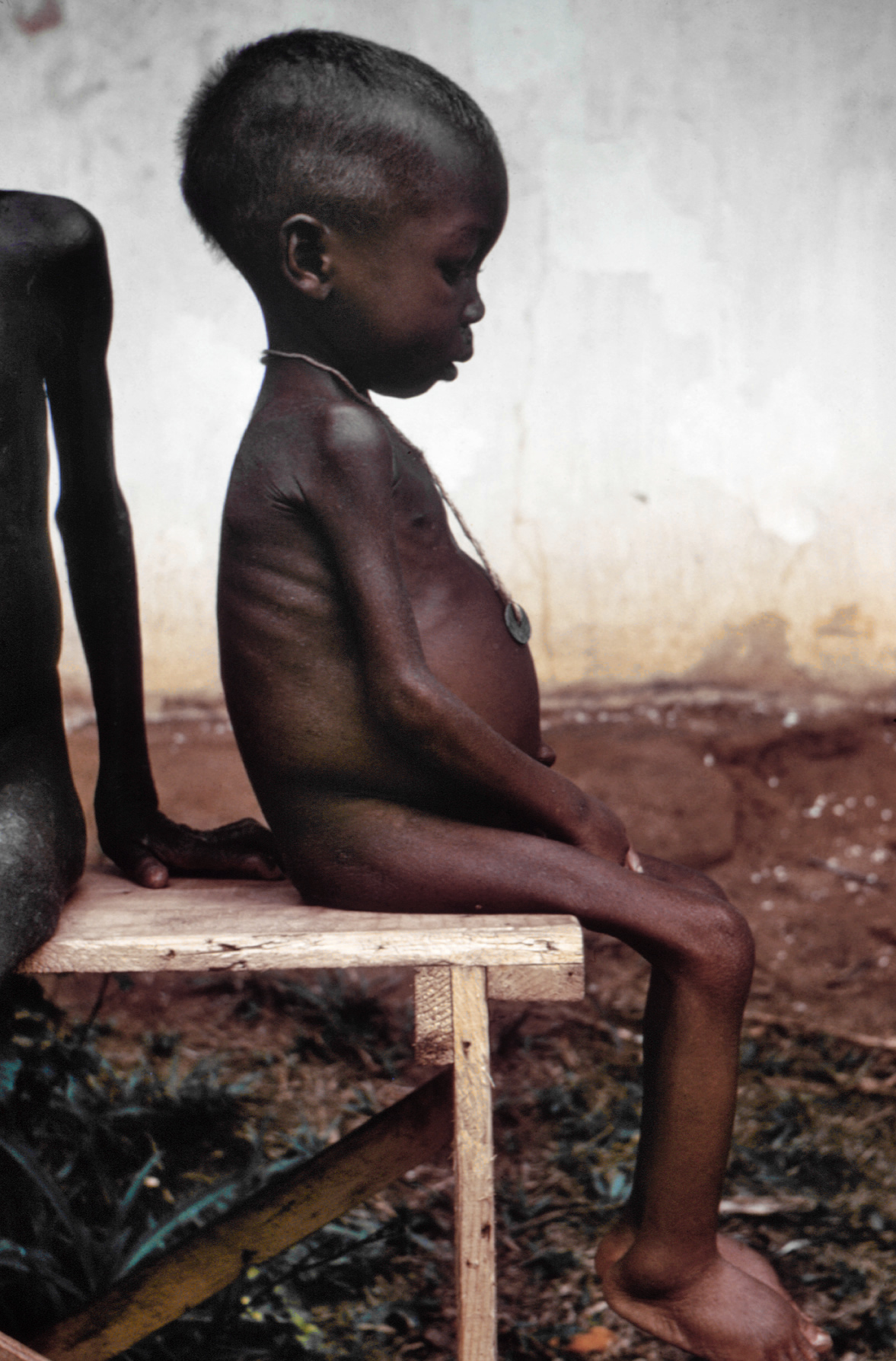
Kind mit einer Mischform aus Kwashiorkor und Marasmus

Die Morbiditäts- und Mortalitätsrate unter Findelkindern war besonders hoch. 1798 berichtete Christoph Wilhelm Hufeland, dass von 7.000 Findelkindern in Paris nach 10 Jahren, trotz ausreichender Pflege und Ernährung, nur 180 überlebten.
In Spanien sind u. a. in den einzelnen Städten:
- Saragossa, von 1786–1790 2446 Findelkinder aufgenommen – 2246 gestorben,
- Calahorra, Logroño und Vitoria 1794 und 1797 610 Findelkinder aufgenommen – 400 gestorben,
- Huesca, 1798 164 Findlinge aufgenommen – 115 gestorben.

Innerhalb eines Jahres starben in dem Hospiz Santo Spirito in Sassia von den 2646 aufgenommenen Jungen 1300 und von den 2890 aufgenommenen Mädchen 1334.
In Italien lag sie in der 2. Hälfte des 18. Jahrhunderts bei bis zu 80 Prozent. Zu Beginn des 19. Jahrhunderts lag sie im Moskauer Findelhaus bei etwa 50 Prozent, im St. Petersburger Findelhaus bei ca. 75 Prozent. Der überwiegende Teil der Kinder starb in dieser Zeit bereits im ersten Lebensjahr. Auch im Madrider Findelhaus lag die Rate im gleichen Zeitraum bei ca. 80 Prozent und in Frankreich lag sie landesweit bei ca. 75 Prozent. Noch Mitte des 19. Jahrhunderts starben im Wiener Findelhaus rund 70 Prozent aller Kinder.
Als Marasmus wird gelegentlich auch der psychische Hospitalismus bezeichnet, das „Dahinwelken und schließliche Verlöschen“ (René A. Spitz 1978) von an sich gesund geborenen Kindern infolge totaler emotionaler Deprivation. Spitz nannte diesen Zustand „anaklitische Depression“. Hier spricht man auch von der Dekomposition.

## Rezeption in der Kunst

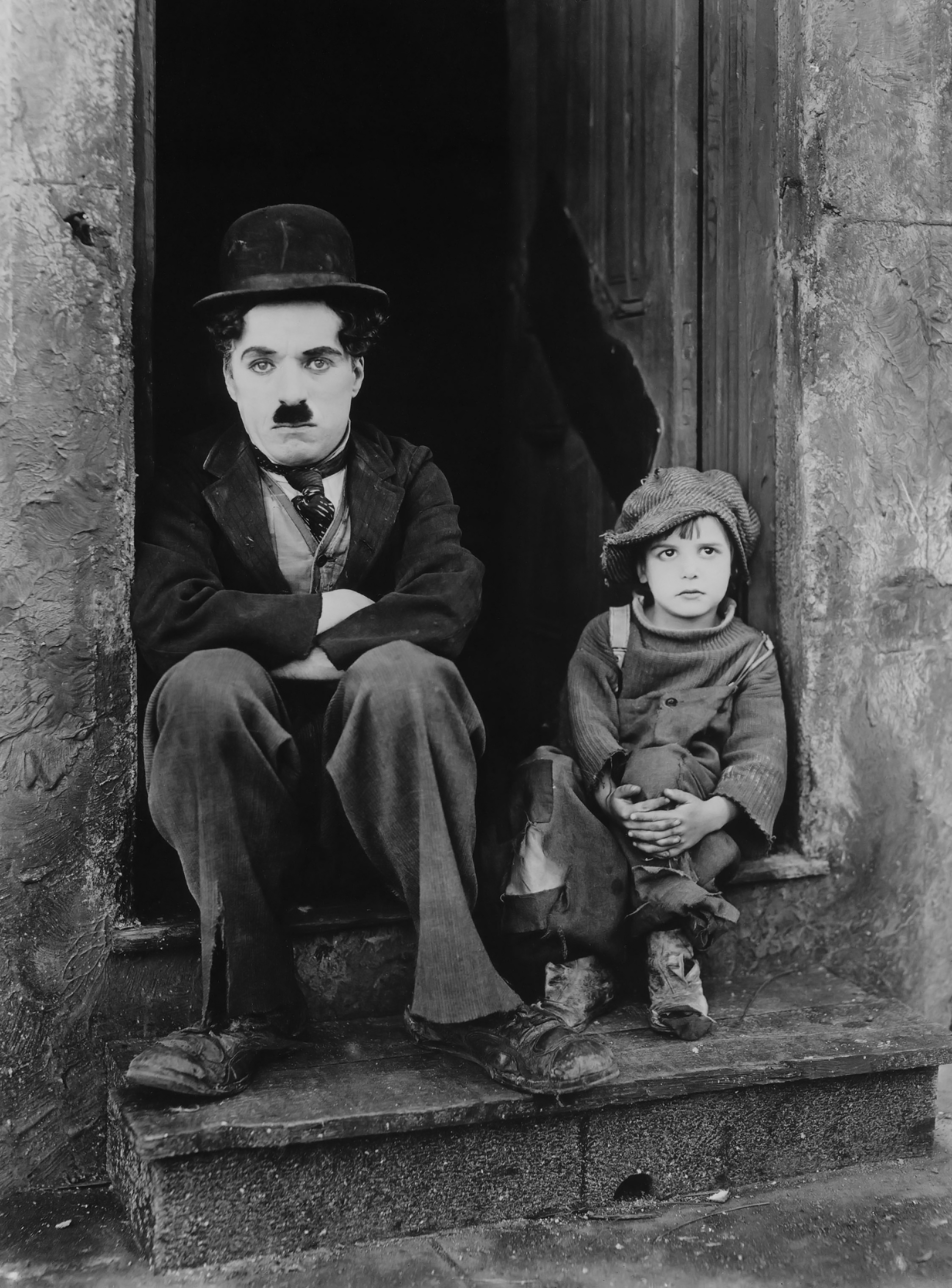
Charlie Chaplin und Jackie Coogan in The Kid

### Film
Der Film The Kid, in Deutschland auch bekannt als Der Vagabund und das Kind, ist eine US-amerikanische Stummfilm-Tragikomödie von Charlie Chaplin aus dem Jahre 1921. Eine Reihe von Filmhistorikern sieht in dem Film einen Bezug auf Chaplins eigene Kindheit als Halbwaise und sein Leben in den Armenvierteln Londons mit einer psychisch kranken Mutter. Edna Purviance spielte die Rolle der Mutter, die ihr Neugeborenes aussetzt, um an der Oper eine Karriere zu starten. Jackie Coogan spielte die Rolle des heranwachsenden Findelkindes. Mutter und Kind finden, nach Fehlschlägen des Suchens und Jahren der Trennung, am Ende des Films wieder zusammen. 2011 wurde der Film ins National Film Registry als „kulturell, geschichtlich und ästhetisch bedeutend“ aufgenommen.
Auch im japanischen Anime-Film Tokyo Godfathers, 2003 von Satoshi Kon geschaffen, treffen Armut, Gesellschaftskritik und ein Findelkind aufeinander, wobei die Querverweise u. a. zu Charlie Chaplins Werk durchaus gewollt sind. Hier finden drei Obdachlose am Heiligabend ein ausgesetztes Neugeborenes im Abfall.
Weitere Beachtung fand das Thema u. a. in den Filmen Das Findelkind oder in dem deutschen Fernsehfilm von Hajo Gies Die göttliche Sophie – Das Findelkind von 2009.
Der Animationsfilm von Isao Takahata Die Legende der Prinzessin Kaguya (2013) beruht auf dem etwa um 900 niedergeschrieben Märchen Taketori Monogatari (Die Geschichte vom Bambussammler). Dieses Märchen stellt darüber hinaus Japans älteste schriftlich überlieferte Erzählung dar. Ein armer Bambussammler findet im Wald ein winziges Baby. Verblüffend schnell wächst es zu einer jungen, auffallend hübschen Frau heran. Als der Bambussammler später auch noch einen Schatz findet, ist er sicher, dass er seiner angenommenen Tochter ein Leben als Prinzessin bereiten muss. Gegen ihren Willen ziehen sie in die Stadt. Aus dem wilden Findelkind wird die traurige Prinzessin Kaguya. 2015 wurde der Film für den Oscar 2015 in der Kategorie Bester animierter Spielfilm nominiert.
Einen thematischen Anklang findet man ebenso in dem Animationsfilm Kung Fu Panda unter der Regie von Mark Osborne und John Stevenson aus dem Jahr 2008.
In dem 2016 entstandenen Filmdrama von Derek Cianfrance The Light Between Oceans, das kurz nach dem Ende des Ersten Weltkrieges auf der australischen Insel Janus Rock spielt, wird das Thema künstlerisch verarbeitet. Dabei geht es um ein zu Unrecht angenommenes Findelkind und die Fragen, was wahre Mutterschaft ausmacht und was am Ende mehr wiegt – Blutsbande oder gemeinsam verbrachtes Leben.
In der US-amerikanischen Space-Western-Serie The Mandalorian vom Autor und Produzenten Jon Favreau ist die Figur Baby-Yoda ein Findelkind, um das sich der mandalorianische Protagonist Din Djarin kümmern muss. Dieses Kind verfügt über „magische Kräfte“.
In der Cartoonserie Tom & Jerry erscheint in Folge 24 „The Milky Waif“ zum ersten Mal der Nebencharakter Nibbles, der als Findelkind (engl.: Waif) vor der Tür von Jerry ausgesetzt wird.

### Musik
Im Jahr 1749 wurde im Londoner Foundling Hospital in Anwesenheit des Prince of Wales Friedrich Ludwig von Hannover das berühmte Anthem Blessed are they that consider the Poor and Needy aus der Feder von Georg Friedrich Händel erstmals aufgeführt. Seit 1750 führte Händel den Messiah einmal im Jahr in der neuerbauten Kapelle des Hospitals als Benefizkonzert auf. In seinem Testament vermachte er dieser Einrichtung zudem die handschriftliche Partitur des Werkes.

## Darstellung in der Mythologie

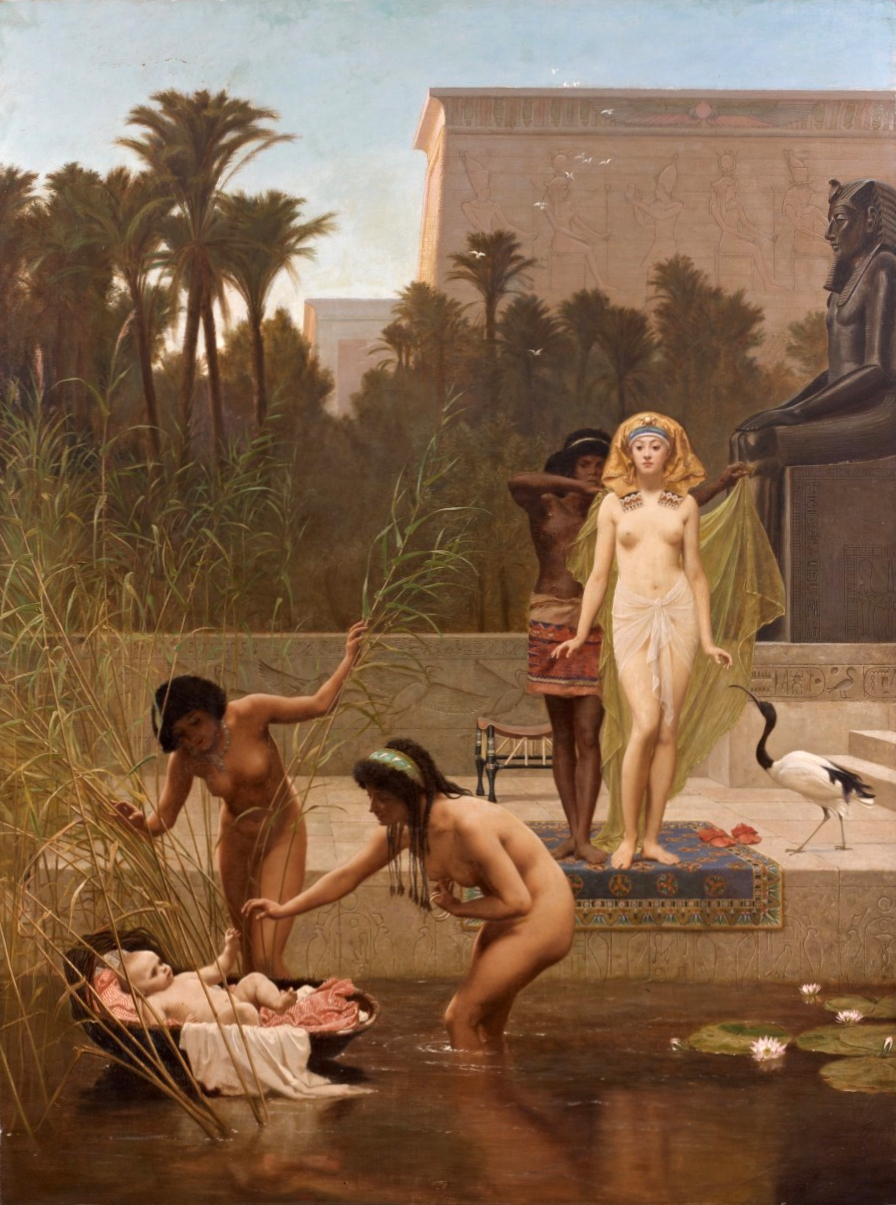
Frederick Goodall – The Finding of Moses

Aussetzungsmythen lassen sich bei einer ganzen Reihe von Völkern der Erde finden, die sich in bestimmten Aspekten gleichen. Mitunter folgen die Darstellungen einem bestimmten Schema. So wird das ausgesetzte Kind z. B. am Ende oft ein Held oder Stifter und Begründer einer Siedlung, eines Reiches oder Religion. Bei den ausgesetzten Kindern handelt es sich häufig um Kinder von Göttern oder deren Nachkommen, welche später sogar selbst Teil eines Mythos werden können. Die Aussetzungsorte sind häufig heilige Berge, Flüsse oder Quellen. Dabei wachsen die Kinder i. d. R. fernab und ohne Kenntnis ihrer wahren Identität auf. Im Laufe der Zeit erlangen sie oft großes Wissen und die Erfüllung von Prophezeiungen geht letzten Endes oftmals damit einher.

## Bekannte Findelkinder
- Sargon von Akkad, König von Akkad

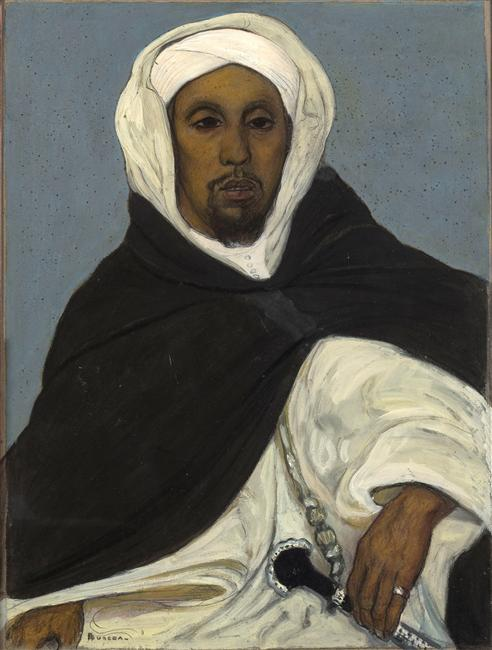
Thami El Glaoui

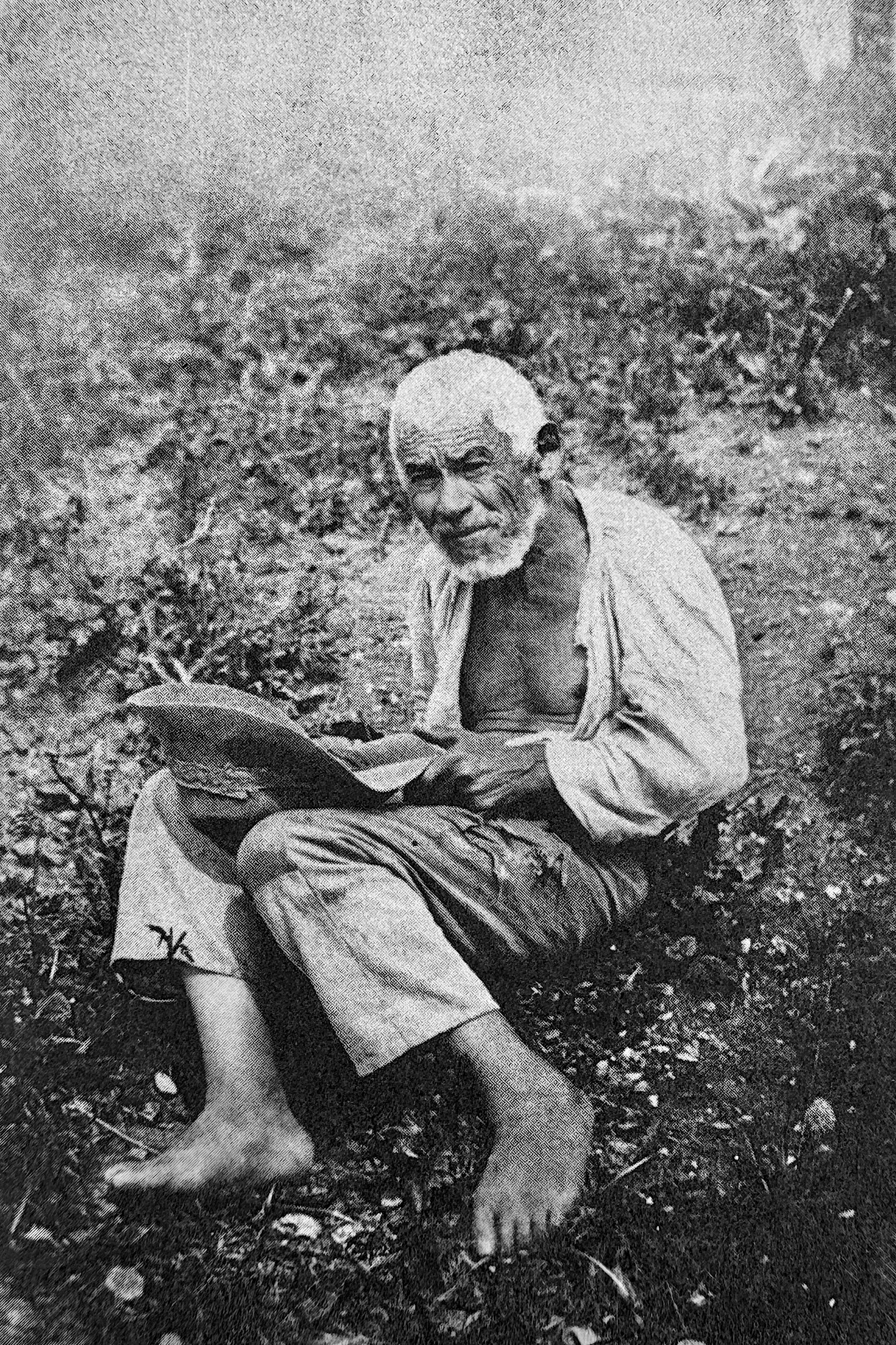
Johannes Seluner

- Poigai Alvar, Hinduistischer Hymnendichter
- Anatoli Petrowitsch Bogdanow, russischer Zoologe, Anthropologe und Hochschullehrer.
- Jean-Baptiste le Rond d’Alembert (1717–1783), französischer Mathematiker und Enzyklopädist
- Chamadevi, Herrscherin von Hariphunchai, einem zur Dvaravati-Kultur gehörenden Reich der Mon
- Jacqueline Cochran, Amerikanische Fliegerin
- William Copley, US-amerikanischer Maler, Kunstsammler und Mäzen
- Thami El Glaoui, Oberhaupt der Glaoua-Berber und Pascha von Marrakesch
- Kaspar Hauser (um 1812–1833), umstritten, weil er bei seinem Erscheinen als junger Mann in Nürnberg nicht „gefunden“ wurde und nur ein von ihm mitgebrachter, anonymer Brief zum Ausdruck brachte, er sei von seiner Mutter im Oktober 1812 einem Tagelöhner „gelegt“ worden.
- Sarah Henke, deutsche Köchin
- Hans-Jürgen Hufeisen, deutscher Musiker
- Iron Mountain Baby, bekannt gewordener Fall in den USA
- Jivaka Kumar Bhaccha, Begründer der traditionellen Thai-Massage
- Roland Kaiser, deutscher Schlagersänger
- Kurt Knuth, NSDAP-Funktionär
- Jonas Koller, deutscher Leichtathlet
- Theodor Ladewig, deutscher klassischer Philologe und Gymnasiallehrer
- Edward Langworthy, Delegierter im Kontinentalkongress aus Georgia
- Lanz-Leo, deutscher Traktoren- und Landwirtschaftsmaschinensammler
- Lu Yu, chinesischer Gelehrter und Schriftsteller der Tangzeit, auch als „Gott des Tees“ verehrt
- Neaira, nicht gesichert, Prostituierte in der Antike
- Padmasambhava, Begründer des Buddhismus in Tibet
- Marcel Paul, französischer Politiker und Gewerkschafter
- Philipp Rösler, deutscher Politiker
- Albertine Sarrazin, französische Schriftstellerin
- Johannes Seluner, Schweizer Wolfskind
- Franz Seraph Stirnbrand, deutscher Porträtmaler

### In der Mythologie und Religion

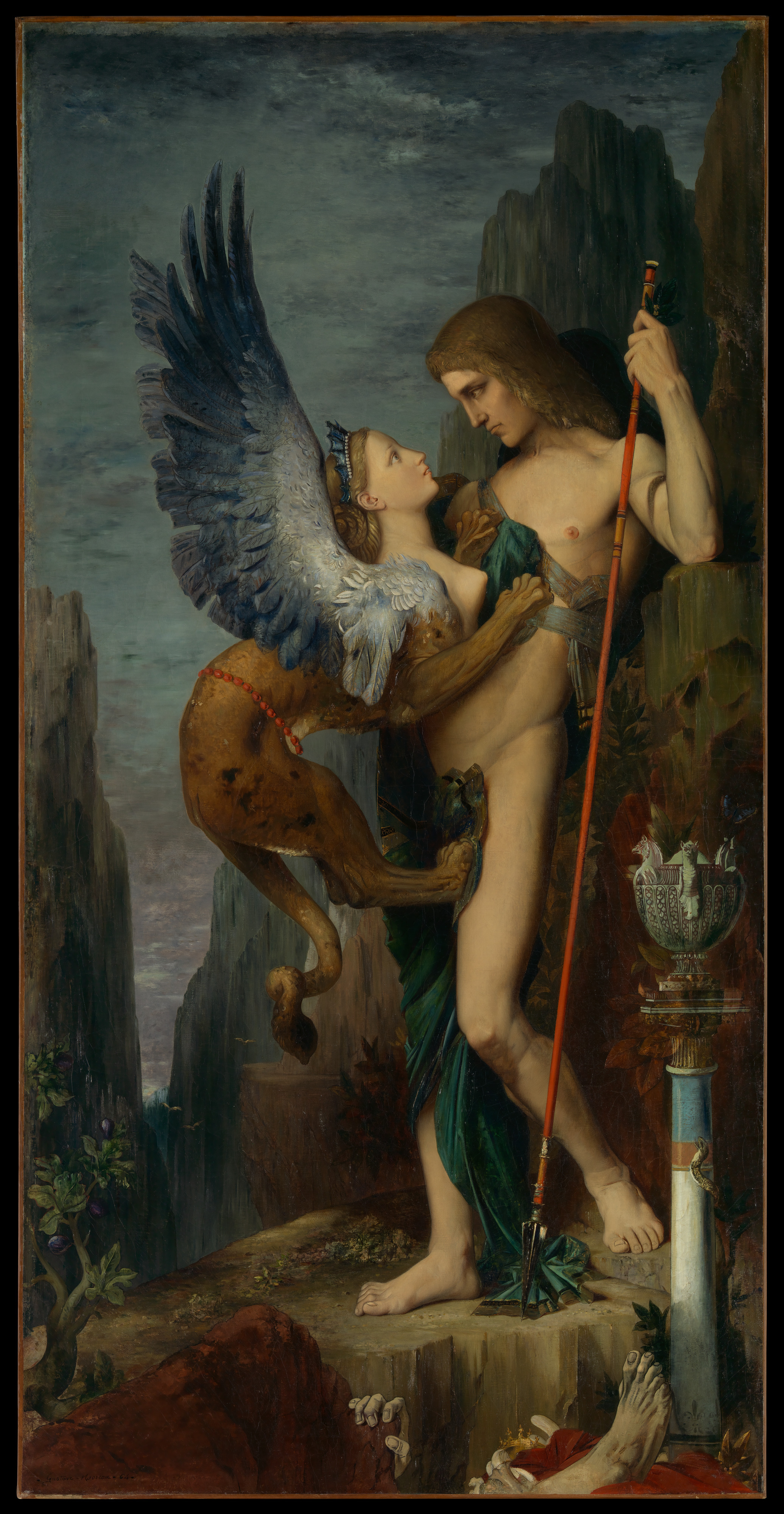
Gustave Moreaus Gemälde Ödipus und die Sphinx

- Amphion und sein Zwillingsbruder Zethos, Griechische Herrscher über Theben
- Asena, Stammvater des herrschenden Clans der Kök-Türken
- Asklepios, Gott der Heilkunst
- Atalante, Jungfräuliche Jägerin, die Tochter der Klymene
- Daphnis, Sohn des Hermes und einer Nymphe
- Ebisu, Shintoistische Gottheit
- Herakles, griechischer Heros
- Hephaistos, Gott des Feuers und der Schmiedekunst
- Ion, Stammvater der Ionier
- Jupiter, Oberste Gottheit der römischen Religion
- Karna, Sohn der Kunti und des Sonnengotts Surya
- Mes Buachalla, Sagenfigur aus dem Ulster-Zyklus der keltischen Mythologie Irlands
- Mose, Prophet
- Neleus und sein Zwillingsbruder Pelias, Sohn des Poseidon und der Tyro
- Ödipus, Sohn des Laios, des Königs von Theben
- Paris, Sohn des trojanischen Königs Priamos und der Hekabe
- Perseus, Sohn des Zeus und der Danaë
- Romulus und Remus, Gründer der Stadt Rom im Jahre 753 v. Chr.
- Semiramis, Altorientalische Heldin oder Königin
- Telephos, Sohn des Herakles und der Auge
- Zeus, Oberster olympischer Gott der griechischen Mythologie

### In der Literatur
- Jean-Baptiste Grenouille
- Daphnis und Chloe
- Hänsel und Gretel
- Jim Knopf
- Mowgli
- Harry Potter
- Tarzan
- Oliver Twist

## Bekannte Findelhäuser
- Bicêtre, Le Kremlin-Bicêtre
- Heilig-Geist-Spital (München)
- Hospital St. Georg, Leipzig
- Foundling Hospital, Dublin
- Foundling Hospital, London
- Franziskanerkloster Nürnberg
- New York Foundling
- Nowodewitschi-Kloster, Moskau
- Ospedale degli Innocenti, Florenz

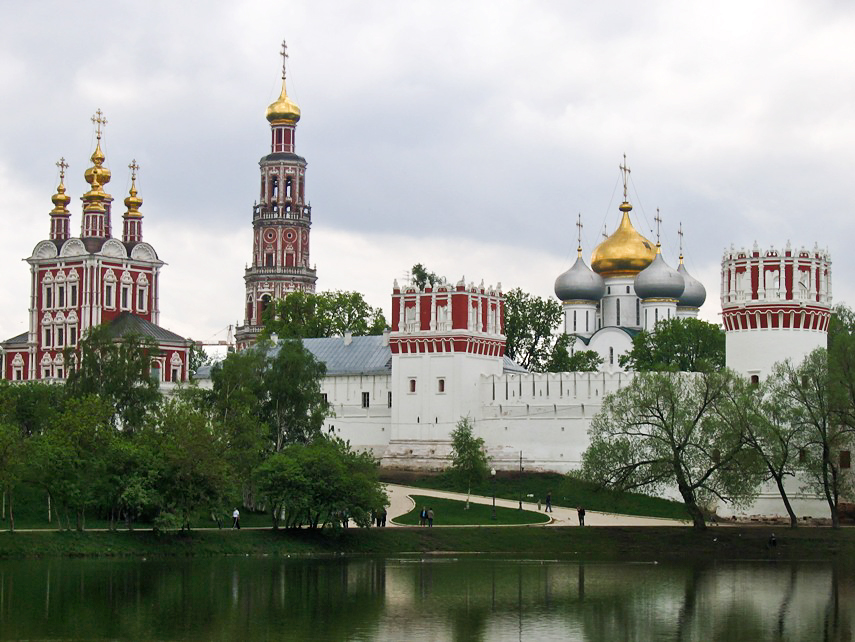
Nowodewitschi-Kloster

- Santissima Annunziata Maggiore (Neapel)
- Santa Casa de Misericórdia, Lissabon
- Wiener Gebär- und Findelhaus